# Източноанадолски разлом
Източноанадолският разлом (на турски: Doğu Anadolu Fay Hattı) е активен разлом с дължина около 500 км, преминаващ от Източна до Централна Южна Турция. Той формира трансформиращата тектонска граница между анадолската плоча и движещата се на север арабска плоча. Разликата в относителните движения на двете плочи се проявява в ляво странично движение по разлома. Източният и северноанадолският разлом заедно извършват движението на запад на анадолската плоча, тъй като тя е изтласквана от евразийската плоча.
Източноанадолският разлом минава в североизточна посока, като започва от тройния възел Мараш в северния край на трансформацията при Мъртво море и завършва при тройния възел Карльова, където среща северноанадолския разлом. Източноанадолският разлом и съседните му разломи покриват по-голямата част от Турция.

## Значителни земетресения
От 1939 г. до 1999 г. серия от земетресения напредват на запад по северноанадолския разлом, а от 1998 г. има поредица земетресения и по източноанадолския разлом. Те започват със земетресението в Адана и Джейхан през 1998 г., земетресението в Бингьол през 2003 г., земетресенията в Елязъг през 2010 г. и през 2020 г. и земетресението в Турция и Сирия през 2023 г.